# Josef Meusburger
Josef Meusburger es un esquiador paralímpico austríaco.

## Carrera
Representó a Austria en los Juegos Paralímpicos de Invierno de 1976, 1980, 1984 y 1988. Ganó una medalla en cada evento paralímpico en el que compitió desde 1976 hasta 1984. En los Juegos de Invierno de 1988 ganó una medalla de oro. En total obtuvo seis medallas de oro y dos de plata en su participación en los juegos de invierno. 
También compitió en eslalon gigante masculino para el evento de amputados por encima de la rodilla en el esquí para discapacitados, un deporte de demostración durante los Juegos Olímpicos de Invierno de 1984. 

## Palmarés
| Año  | Competencia                          | Ubicación            | Posición      | Evento                 | Registro |
| ---- | ------------------------------------ | -------------------- | ------------- | ---------------------- | -------- |
| 1976 | Juegos Paralímpicos de Invierno 1976 | Örnsköldsvik, Suecia | primer lugar  | Eslalon II             | 1: 21.04 |
| 1980 | Juegos Paralímpicos de Invierno 1980 | Geilo, Noruega       | primer lugar  | Eslalon 2A             | 1: 34,14 |
| 1980 | Juegos Paralímpicos de Invierno 1980 | Geilo, Noruega       | segundo lugar | Eslalon Gigante 2A     | 2: 17,51 |
| 1984 | Juegos Paralímpicos de Invierno 1984 | Innsbruck, Austria   | primer lugar  | Eslalon LW4            | 1: 07.48 |
| 1984 | Juegos Paralímpicos de Invierno 1984 | Innsbruck, Austria   | primer lugar  | Eslalon Gigante LW4    | 1: 21.20 |
| 1984 | Juegos Paralímpicos de Invierno 1984 | Innsbruck, Austria   | segundo lugar | Descenso LW4           | 1: 04.04 |
| 1984 | Juegos Paralímpicos de Invierno 1984 | Innsbruck, Austria   | primer lugar  | Alpine Combination LW4 | 0: 15,99 |
| 1988 | Juegos Paralímpicos de Invierno 1988 | Innsbruck, Austria   | DQ            | Eslalon LW4            |          |
| 1988 | Juegos Paralímpicos de Invierno 1988 | Innsbruck, Austria   | primer lugar  | Eslalon Gigante LW4    | 1: 42,99 |
| 1988 | Juegos Paralímpicos de Invierno 1988 | Innsbruck, Austria   | DNF           | Descenso LW4           |          |